# State of the Ark
State of the Ark är den svenska glamrockgruppen The Arks tredje studioalbum, släppt 2004 på skivmärket EMI. Albumet toppade den svenska albumlistan, och nådde åttondeplatsen på den finländska albumlistan. Två gånger i mars 2007 lyckades albumet åter ta sig in på listan, då med placeringarna #59 och #48.

## Låtlista
Låtar där inget annat anges är skrivna av Ola Salo.
1. "This Piece of Poetry Is Meant to Do Harm" - 3:27
2. "Rock City Wankers" - 4:10
3. "Clamour for Glamour" - 3:09
4. "One of Us is Gonna Die Young" - 3:28
5. "Let Me Down Gently" - 2:55
6. "Hey Kwanongoma!" - 4:48
7. "The Others" - 3:27
8. "Girl You're Gonna Get'em (Real Soon)" - 3:27
9. "Deliver Us From Free Will" - 5:06
10. "No End" (Lars Ljungberg, Ola Salo) - 3:24
11. "Trust is Shareware" - 4:23

## Medverkande musiker
- The Ark:
  - Ola Salo - Sång, keyboards
  - Martin Axén - Gitarr
  - Mikael Jepson - Gitarr
  - Lars "Leari" Ljungberg - Bas
  - Sylvester Schlegel - Trummor
  - Jens Andersson - Slagverk, keyboard
- Åsa Håkansson - Stråk
- Mattias Rodrick - Stråk
- Anna Rocén - Stråk
- Erika Lilja - Kör
- Maria Lilja - Kör
- Erik Hjärpe - Synthesizer

## Listplaceringar
| Lista (2004-2005) | Topplacering |
| ----------------- | ------------ |
| Finland           | 8            |
| Sverige           | 1            |